# آيت بوعريف (الحمام)
آيت بوعريف هي إحدى مشيخات المملكة المغربية، تتبع جغرافيا لإقليم خنيفرة وإداريًا لالحمام. يقدر عدد سكانها بـ 1202 نسمة حسب الإحصاء الرسمي للسكان والسكنى لسنة 2004.